# Біографізм
Біографі́зм (грец. bios — життя і graphō — пишу) — комплекс літературознавчих понять, що мають стосунок до життєвого шляху видатної особистості(письменника, митця, науковця) та його творчості. Включає власне біографію (життєпис), автобіографію (життєпис, належний самому автору), біобібліографію (поєднання біографії з бібліографією творів митця).
Як методологічний інструмент науки про літературу та критику Б. має давню історію, чи не найвиразнішою віхою якої є біографічний метод, заснований французьким ученим Ш. Сент-Бевом (1804—1869). Сутність його в тому, що творчість (зокрема, письменника) тісно пов'язується з його біографією, з рисами його особистості. Традиції біографічного методу виявилися достатньо тривкими, що природно: йдеться про індивідуальну неповторність творчості, про автора як своєрідну, непересічну особистість. Не тільки дослідницькі, а й читацькі інтереси до письменників завжди стимулювали відповідні розвідки, а також розвиток біографії як жанру, зосібна белетризованої біографії. Б., з одного боку, виходить на такі науки, як історія, соціологія і психологія, з іншого — часто підпадає під вплив ідеології і навіть політики. Так, біографічний метод совєцькі теоретики літератури називали «буржуазним», оскільки він, мовляв, виключав письменника із соціальних зв'язків, перебільшував значення «моральної фізіології», приватних сторін життя. Тим-то його прихильники ставили «секрети» творчості вище пізнавальних закономірностей соціального та літературного розвитку. Марксистське літературознавство трактувало життєпис як допоміжний матеріал у вивченні письменника, а біографічні фактори розглядало лише як одне з джерел художнього образу і творчості. Це, втім, не ставало на перешкоді ідейно-звульгаризованому підходу, особливо у 30-ті, до оцінки письменників через призму соціального становища, «заплямованої» біографії тощо. Поширювалися такі оцінки і на сучасників, і на класиків, яких нерідко просто вилучали з історії літератури. Інтерес до Б., до проблем біографії періодично посилюється або послаблюється.